# Une nuit au cirque
Pour plus de détails, voir Fiche technique et Distribution.
Une nuit au cirque est un documentaire français réalisé par Fabien Remblier et Olivier Kauffer, sorti en 2010.

## Synopsis
C'est le premier long-métrage à avoir été tourné intégralement en 3D-Relief en France.
Il a été tourné au cœur d'un festival de cirque, pendant le 18e Festival international du cirque de Massy (Direction du Festival : Francesco Bouglione et Michel Bruneau).
Présenté dans plus de 100 salles en France et en Espagne avec un entracte, comme dans un vrai spectacle, il réunit plusieurs artistes internationaux qui s'étaient réunis pour le festival.

## Fiche technique
Moyens techniques : Une caméra à l’intérieur de la cage, un plan en plongée totale au-dessus de la piste, une steadicam, des séquences filmées par douze caméras en simultané…
Les prises de vue ont nécessité l'utilisation de rigs parallèles et de rigs miroirs
- Titre : Une Nuit au Cirque
- Réalisation et scénario : Fabien Remblier et Olivier Kauffer
- Directeur artistique : Francesco Bouglione (du spectacle) et Michel Bruneau (du spectacle)
- Producteur : Laurent Belleteste
- Société de production : BeeFree Production, Circus Stars Productions, 1k
- Société de distribution : Numevent (France)
- Format : 3D-Relief couleur
- Durée : 120 minutes
- Langue : français
- Dates de sortie :
  - France : 26 mai 2010 (avant-première au Cirque d'hiver)
  - Espagne : 9 juin 2010

## Festivals et Salons où le film est présenté
2010
- Dimension 3 (France)
- Festival International du Film de Taïpei (Taïwan)
- Festival 3DFF de Los Angeles (U.S.A.) du 30 septembre au 3 octobre 2010
- Festival du film 3D Stereo MEDIA (Liège - Belgique), film primé par un Perron de Cristal.

2011
- Stereoscopic Display (San Francisco - U.S.A.)
- Beyond-Festival (Karlsruhe - Allemagne)
- 3D Korean International Film Festival (3DKIFF) (Corée du Sud)

## Distinctions
- 2010 : Une nuit au cirque, Prix de la meilleure captation en S3D (3D-RELIEF) au Festival 3D STEREO MEDIA 2010

## Distribution
- Tito Medina & The Good Company (Spain) – Petits volants
- Circus & Variete Globus Troup (Romania) – Bascule
- Trio Essence (Ukraine) – Main à main
- Fumagalli & Darix (Italy) – clowns
- Angelo Ballan (France) – Monocycle
- Miss Natalya (Russia) – Sangles aériennes
- Selnikhin (Russia) – Barre russe
- Alex Lacey (England) – Fauves
- Héléna Dzen (Russia) – Haute-école
- Flying Costa (Brazil) – Trapèze volant
- Gesabel Pirlo (Italy) – Contorsion
- The Mummies (Russia) – Plateforme aérienne

### Digital Domain
Ce film a été tourné en stéréoscopie. Chaque tour nécessita 8 à 12 caméras lors de son tournage.